# Hamilton (Misuri)
Hamilton es una ciudad ubicada en el condado de Caldwell en el estado estadounidense de Misuri. En el Censo de 2010 tenía una población de 1809 habitantes y una densidad poblacional de 495,36 personas por km².

## Geografía
Hamilton se encuentra ubicada en las coordenadas 39°44′33″N 94°0′9″O / 39.74250, -94.00250. Según la Oficina del Censo de los Estados Unidos, Hamilton tiene una superficie total de 3.65 km², de la cual 3.63 km² corresponden a tierra firme y (0.5%) 0.02 km² es agua.

## Demografía
Según el censo de 2010, había 1809 personas residiendo en Hamilton. La densidad de población era de 495,36 hab./km². De los 1809 habitantes, Hamilton estaba compuesto por el 98.34% blancos, el 0% eran afroamericanos, el 0.22% eran amerindios, el 0.11% eran asiáticos, el 0% eran isleños del Pacífico, el 0.17% eran de otras razas y el 1.16% pertenecían a dos o más razas. Del total de la población el 1% eran hispanos o latinos de cualquier raza.